# Psihopatija
Psihopatija je pojem v psihologiji, s katerim opisujemo kronično nemoralno in asocialno vedenje. Raba izraza se pogosto prekriva s sociopatijo.

## Značilnosti
Za psihopate je značilna nagnjenost k psihološki potešitvi kriminalnih, spolnih ali nasilnih impulzov ter nezmožnost učenja na napakah. Osebe s to motnjo najdejo potešitev v svojem asocialnem vedenju in ne obžalujejo svojih dejanj. Svojim impulzom se ne morejo upreti ali jih nadzorovati.
Psihopatija ne vodi nujno v kriminalno in nasilno vedenje. Psihopati z močno razvito socialno kognitivno sposobnostjo so lahko zmožni preusmeriti svoje asocialne potrebe in jih zadovoljiti na drugačen, nekriminalen način.
Psihopati (in druge osebe z značilnostmi patološke narcisoidnosti) z manj razvito socialno kognitivno sposobnostjo so bolj nagnjeni k nasilnemu vedenju do drugih ljudi, neuspehu v poklicu in težavam v odnosih.
Eden najpomembnejših raziskovalcev področja psihopatije je kanadski kriminalni psiholog dr. Robert D. Hare, ki med simptomi psihopatskega vedenja našteva naslednje:
- površinska privlačnost
- poveličevanje samega sebe
- potreba po stimulaciji, nagnjenost k dolgočasenju
- patološko laganje
- pretkanost, manipulativnost
- odsotnost obžalovanja in krivde
- plitvo čustvovanje
- brezčutnost, nezmožnost empatije
- parazitski način življenja
- šibka samokontrola
- spolna promiskuitetnost
- odsotnost realističnih, dolgoročnih ciljev
- impulzivnost
- neodgovornost
- nezmožnost sprejemanja odgovornosti za svoja dejanja
- številna kratkoročna ljubezenska razmerja
- mladostna delinkvenca
- (pri obsojencih) kršitev pogojnega izpusta
- kriminalna raznolikost

Psihopatija se šteje kot osebnostna motnja, vendar je njeno zdravljenje redko uspešno. Sporna je tudi nastanitev oseb z diagnosticirano asocialno osebnostno motnjo v psihiatričnih ustanovah, saj so lahko moteči za ostale paciente in se pogosto ne odzivajo na zdravljenje.

## Drugi izrazi
Psihopatija je široko opredeljen izraz v splošni rabi, ki se ga pogosto zamenjuje s sociopatijo. Razlika med psihopatijo in sociopatijo se najpogosteje opredeljuje kot razlika v pogledu na izvor in odločilne dejavnike motnje. Psihopati naj bi se rodili s posebnimi temperamentnimi značilnostmi, na primer impulzivnost, pomanjkljiva stimulacija možganske skorje, neustrašnost in posledično tvegano vedenje ter nezmožnost ponotranjenja socialnih norm. Po drugi strani pri sociopatih naj ne bi šlo za posebnosti v temperamentu, temveč naj bi motnja izvirala bolj iz negativnih družbenih dejavnikov, kot so zanemarjanje staršev, delinkventni vrstniki, revščina ter skrajno nizka ali visoka inteligenca. Obe motnji sta sicer rezultat kombinacije genetskih in družbenih dejavnikov, vendar naj bi bila psihopatija bolj pod vplivom dednosti, sociopatija pa okolja.
Izraza psihopatija in sociopatija se uporabljata tudi v kliničnem diagnosticiranju, vendar ima stroka različne poglede na njune razlike in ustreznost. Poleg tega se s psihopatijo pomensko prekrivata tudi izraza asocialna in disocialna osebnostna motnja.

## Znani psihopati
Najbolj odmevna primera psihopatije v Sloveniji sta, predvsem zaradi skrajnih posledic njunih dejanj, Metod Trobec in Silvo Plut.

## Psihopatija na delovnem mestu – organizacijski psihopati
Med podjetniške psihopate uvrščamo tiste posameznike, ki lahko na prvi pogled delujejo kot uspešni podjetniki, a veljajo za osebe, ki sprejemajo neetične odločitve. So koristoljubni, preračunljivi, egocentrični, brezobzirni in brez sramu, hkrati pa so lahko tudi očarljivi, manipulativni ter ambiciozni. Korporacijski psihopati so tako lahko grožnja dobremu delovanju podjetja, saj postavljajo svoje interese pred interese organizacije in ne prevzemajo ali občutijo krivde za posledice svojih slabih odločitev. Robert D. Hare poroča, da bi naj bilo populacijsko gledano 1% psihopatov, ki delujejo v korporacijah, podjetjih. Njihova navzven prikazana očarljivost, uglajenost in na drugi strani visoka zmožnost manipuliranja drugih v njihovo lastno korist, jim utira idealno pot k uspešni podjetniški karieri. Samoizgovarjanje in nezmožnost prevzemanja krivde jim predstavlja glavni način upravičevanja in delovanja.
Robert D. Hare je tekom svojega dela oblikoval seznam (PCL-R), ki vsebuje tipična vedenja, po njegovem značilna za psihopate in je bila namenjena za klinično-psihološko rabo. Hare je preoblikoval ta seznam za namen uporabe v podjetništvu. Le-to je imenoval “360 Business Scan”.
Med opisi značilnimi za korporacijske psihopate ne najdemo nobenih opisov oz. znakov iracionalnega mišljenja, živčnosti ali nezanesljivosti. Za njih je značilno tudi nezmožnost vzpostavljanja pristenega medosebnega odnosa, pri čemer v odnosu prevlada njihova egocentričnost. Korporacijski psihopati se mnogokrat znajdejo v raznih podjetjih, ki so lahko pomemben vir moči, prestiža in denarne koristi, ki jih tako zelo privlačijo. Dr. Paul Babiak, organizacijski psiholog poroča, da se psihopati lahko hitro povzpnejo navzgor po hierarhiji v podjetju, zaradi manipulativne naravnanosti, karizme, neomajne osredotočenosti k cilju in brez oziranja na to, komu škodujejo pri svojem priazdevanju. Psihopati imajo tudi to sposobnost, da prikažejo svoje lastnosti kot koristne organizaciji, pri čemer uprizarjajo privlačno podobo sebe, kot uspešnega in idealnega vodjo. Tako imajo boljše predispozicije, da dosežejo nek visok položaj v podjetju, kot njihovi nasprotniki, ki ne posedujejo psihopatskih značilnosti. So tudi bolj motivirani za dosego statusa, prestiža in denarja, ki jih ponujajo želeni položaji.
Organizacijski psihopati hrepenijo po delavnih mestih na višjih pozicijah, pri čemer imajo v oblasti čim več ljudi. V to kategorijo spadajo politični voditelji, menedžerji podjetij in generalni direktorji. Bolj ko se pomikamo višje na družbeni lestvici, večja je verjetnost, da bomo naleteli na tak tip osebnosti. Psihopati, ki delujejo v raznih organizacijah, so v splošnem visoko inteligentni, odkriti, vplivni, duhoviti in zabavni sogovorci. Sodelavce bodo s prevaro zavedli, da bodo opravili delo namesto njih in si nato brez sramu pripisali zasluge.
Paul Babiak in Robert D. Hare navajata pet fazni model, o tem kako psihopati pridejo do moči na delovnem mestu in kako jo potem vzdržujejo ter ohranjajo.
1. Vstop: psihopati lahko izkoristijo svoje visoko razvite socialne sposobnosti in očarljivost ter si s tem pridobijo zaposlitev v želeni organizaciji. Na tej stopnji, ko jih delodajlci sprejemajo na delovno mesto, ni nič očitnega in povezujočega z lastnostmi psihopatije, ki bi jih lahko razkrila. Znajo se zelo dobro prilagoditi sogovorcu in govoriti tisto, kar drugi želijo slišati. V tem pogledu bodo lahko izpadli celo kot dobrohotni in koristni.
2. Ocena/ovrednotenje: psihopati pri drugih ljudeh načeloma iščejo zgolj koristi zase in jih ocenjujejo iz vidika njihove uporabnosti. Sodelavce lahko izkoriščajo kot svoje lutke ali zaščitnike.
3. Manipulativnost: psihopati so zmožni kreiranja “psihopatske fikcije”, pri čemer ustvarijo kopico pozitivnih informacij o sebi in negativnih, popačenih dejstvih o drugih, pri čemer se mnogokrat ta fikcija obravnava kot realnost.
4. Konfrontacija: psihopati bodo pripravljeni storiti vse, da bi se obdržala njihova predstava realnosti. Da si pridobijo stvari, ki jih želijo bodo, brez težav izkoristili ali izigrali druge soudeležene posameznike.
5. “Vnebohod” (vzpon): v hierarhiji odnosov, lahko psihopati pretkano izkoristijo posameznike, ki jih ščitijo in so v odnosu z njimi v nadrejenem položaju, tako da jih izrinejo iz položaja. Brez pomislekov bodo prevzeli pozicijo zase in izkoristili moč, ki jo prinaša s seboj višji delovni položaj, ki je prej pripadal njihovim “zaveznikom”.
Psihopati so zmožni tudi hitro pridobiti nov položaj v organizaciji, zradi izjemnega prvega vtisa, ki ga znajo pustiti pri delodajalcu. Izkažejo se kot za zelo pozorne, bistre, prijazne in nasploh prijetne sogovorce. Delujejo kot zelo sposobni, čustveno stabilni, dobro prilagojeni in razumski, kar jih naredi še posebej privlačne za delodajalce, ki želijo zaposliti zanesljivo osebje.
Psihopati na delovnem mestu se običajno vedejo zelo očarljivo in prijazno do svojih nadrejenih in žaljivo do svojih podrejenih. Ravno tako jim lahko povzroča težavo delo v skupinah. Težijo k spreminjaju mnenja in misli pri interakcijah z različnimi ljudmi, glede na situacijo in osebo s katero se pogovarjajo.
Boddy  poroča tudi o negativnih posledicah, do katerih lahko pride v organizaciji, v kateri je zaposlen korporacijski psihopat: 
- nasilno obnašanje do sodelavcev (mobing)
- drugi zaposleni zaradi njih izgubijo svojo službo ali hočejo dati odpoved
- delajo v nasprotju z zakoni in pravili
- delničarji izgubijo svoje investicije
- korporacija izgubi na ugledu/kredibilnosti
- ustvarjanje težkih pogojev dela
- večja delovna obremenjenost (prelaganje svojega dela na druge – izkoriščanje)
- nizek nivo zadovoljstva pri delu
- porast medosebnih konfliktov: nevljudnost, prepiri
- kontraproduktivno vedenje na delovnem mestu/izostajanje drugih od dela